# Paračov

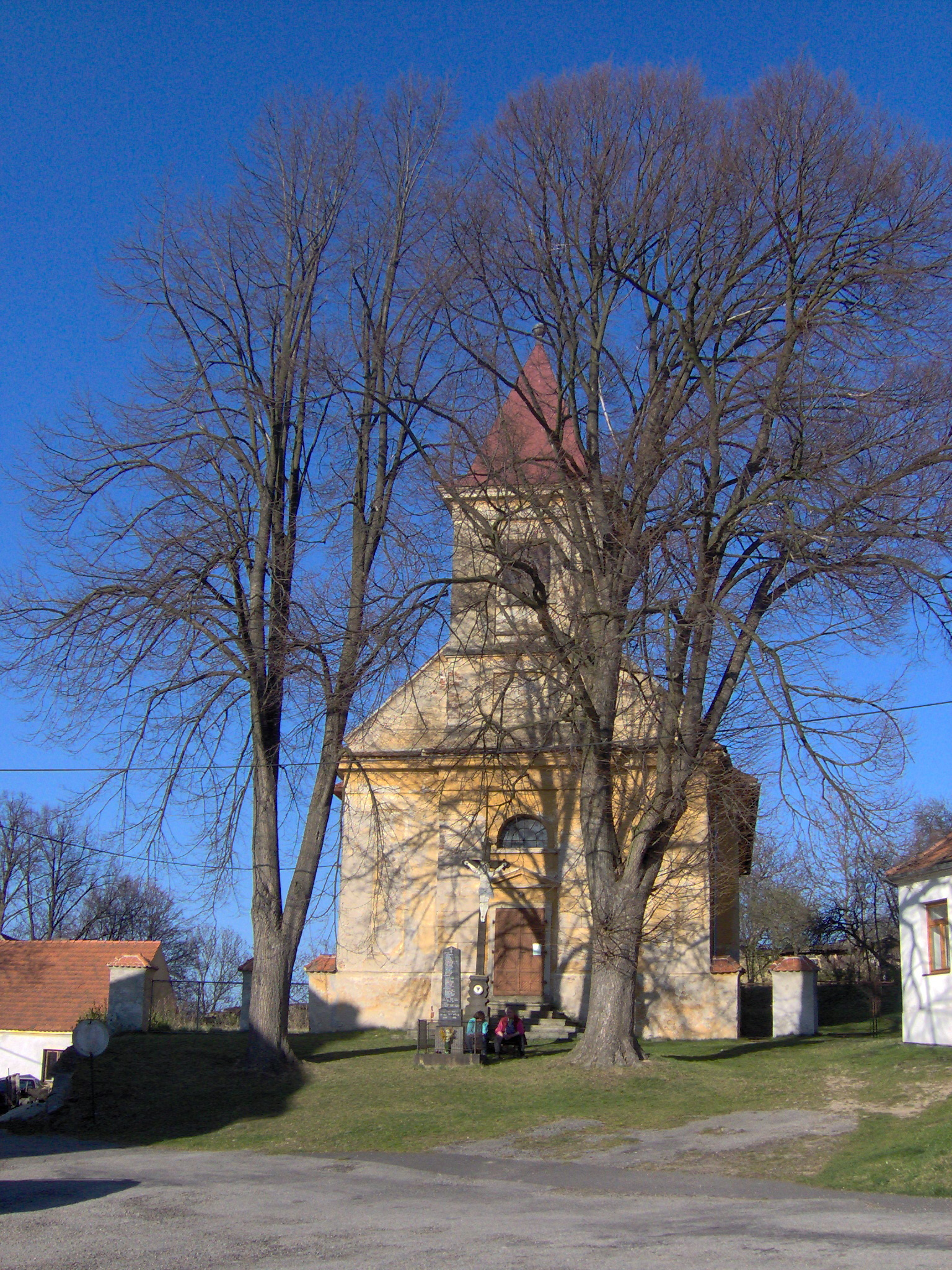
Kirche St. Peter und Paul

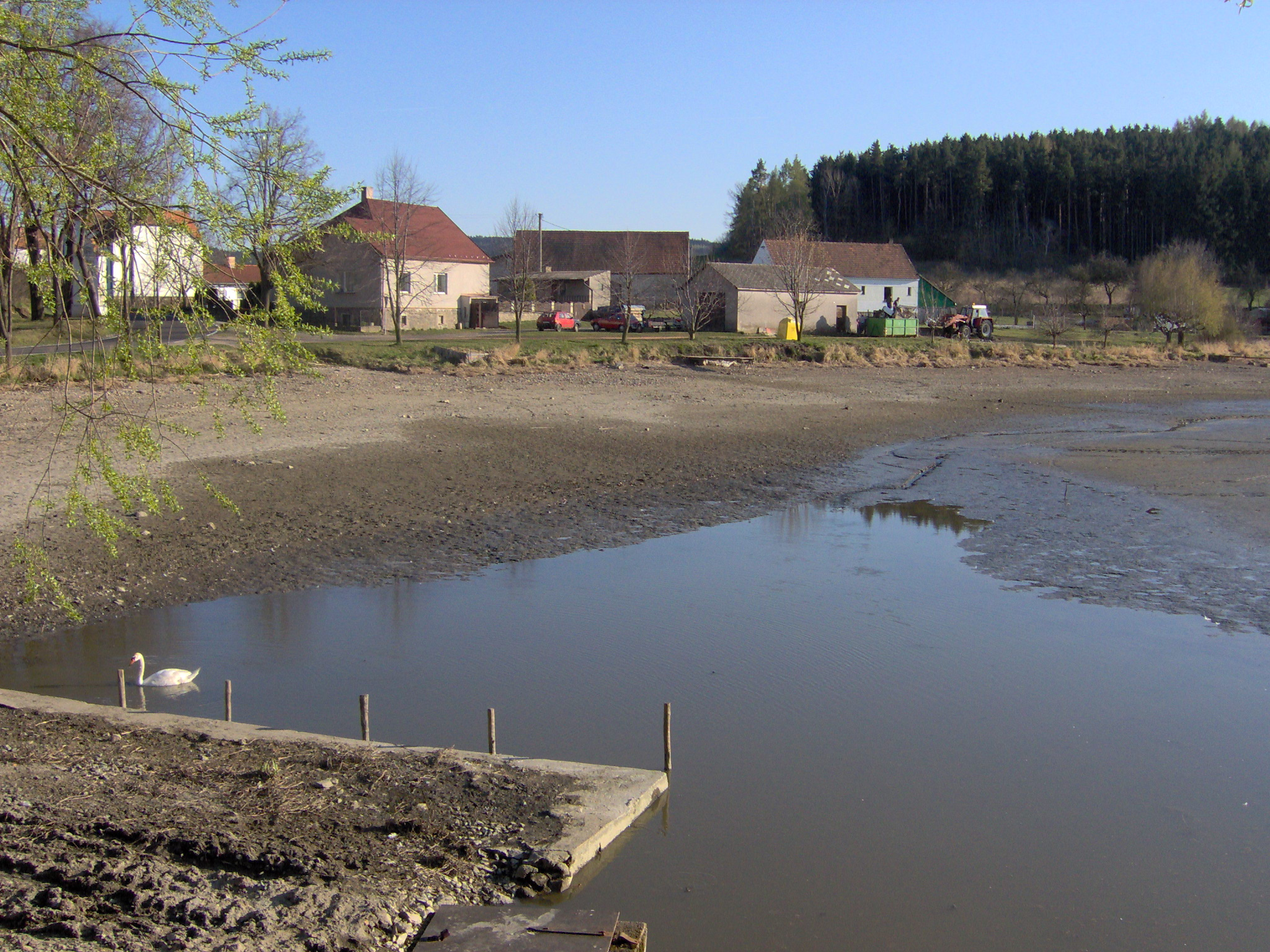
Teich

Paračov (deutsch Paratschow) ist eine Gemeinde in Tschechien. Sie liegt zehn Kilometer nordöstlich von Volyně in Südböhmen und gehört zum Okres Strakonice.

## Geographie

### Geographische Lage
Paračov befindet sich auf einer Hochfläche im Vorland des Böhmerwaldes am Bach Paračovský potok. Südwestlich des Dorfes liegt der Teich Paračovský rybník. Nördlich erheben sich der Na Oltářích (586 m) und die Úpeřová (507 m), im Osten der Radovec (635 m), südöstlich der Zakly (521 m), im Südwesten der Kněžský hájek (548 m) und der Bratružel (571 m), westlich die Čepina (539 m) sowie im Nordwesten der Hájek (526 m).

### Gemeindegliederung
Für die Gemeinde Paračov sind keine Ortsteile ausgewiesen.

### Nachbargemeinden
Nachbarorte sind Jinín, Sedlíkovice und Čejetice im Norden, Cehnice und Sedliště im Nordosten, Dunovice, Drahonice und Albrechtice im Osten, Skočice, Radějovice und Kváskovice im Südosten, Skály, Ovčín und Čepřovice im Süden, Střítež, Neuslužice, Volyně und Milejovice im Südwesten, Hoštice, Jedraž und Kuřimany im Westen sowie Sudkovice und Třešovice im Nordwesten.

## Geschichte
Archäologische Funde belegen eine frühzeitliche Besiedlung des Gemeindegebietes. Der Archäologe Bedřich Dubský entdeckte auf den Fluren U Luhu und Ouperová zwei Siedlungen der Hügelgräberkultur sowie auf dem Platz Stroupek eine keltische Siedlungsstätte. Am Fuße des Hügels Na Oltářích befand sich eine Siedlung der älteren Burgwallzeit vor der slawischen Besiedlung. Weiterhin wurde auf dem Platz U Luhu eine slawische Siedlungsstätte der jüngeren Burgwallzeit aufgefunden.
Das heutige Dorf wurde im 13. Jahrhundert angelegt. Die erste schriftliche Erwähnung von Paračov erfolgte 1316 im Zusammenhang mit der Errichtung einer Pfarre. Den Legenden nach soll die erste Pfarrkirche auf dem Hügel Na Oltářích gestanden sein. Die Kirche wurde während der Hussitenkriege zerstört und die Pfarre erlosch.
Der Freisassenhof Paračov wurde später an das Gut Stiekna angeschlossen. 1648 kaufte der aus der Schweiz nach Böhmen eingewanderte Adlige Jan Anton Losy von Losinthal die Herrschaft mit den zugehörigen Dörfern Řepice, Mladějovice, Přešťovice, Čejetice, Droužetice, Přeborovice, Brusy, Cehnice, Dunovice, Netonice, Radějovice, Paračov, Kuřimany, Sudkovice und Černěkov von Johann Anton Fürst von Eggenberg. In der zweiten Hälfte des 17. Jahrhunderts erwarben die Lažanský von Buggau (Lažanští z Bukové) das Gut Mladiegowitz (Mladějovice) einschließlich Paračov und verbanden es mit ihren Gütern Wosek und Bratronitz. Der Freisassenhof Paračov gehörte weiterhin zum Gut Stiekna. 1704 wurde in der Ortsmitte ein Pfarrhaus errichtet. Als Adam Graf Lažansky von Buggau 1737 verstarb, war sein Besitz überschuldet und fiel 1739 seinen Gläubigern zu. Diese teilten die Herrschaft Bratronitz wieder in die drei Güter Bratronitz, Wosek und Mladiegowitz auf. Im Jahre 1742 erwarb Adam Philipp Losy von Losinthal das Gut Mladiegowitz und verband es mit seinem Gut Stiekna. Mit seinem Tode erlosch 1781 das Geschlecht der Losy von Losinthal im Mannesstamme. Seine Witwe Ernestine Gräfin Fuchs von Bimbach verkaufte die Güter 1784 an Joseph-Niklas zu Windisch-Graetz.
Im Jahre 1840 bestand das an der Straße von Strakonitz nach Barau gelegene Dorf Paratschow /Paračow aus 46 Häusern mit 297 Einwohnern. Davon gehörten 33 Häuser zum Gut Mladiegowitz, sieben zum Gut Wosek und sechs zum Freihof. Der landtäflige Freihof umfasste eine Nutzfläche von 87 Joch 1501 Quadratklafter. Auf dem Stiekner Anteil befand sich unter herrschaftlichem Patronat die Filialkirche St. Peter und Paul mit einem vom Stiekner Pfarrer unterhaltenem Lokalkaplan sowie eine Schule. Außerdem gab es einen emphyteutisierten Meierhof und ein emphyteutisches Wirtshaus, abseits lag ein Hegerhaus.
Paratschow war Pfarrort für Zehnitz, Dunowitz (Dunovice), Radiegowitz, Skal und Kwaskowitz. Bis zur Mitte des 19. Jahrhunderts blieb das Dorf größtenteils der Allodialherrschaft Stiekna samt dem Gut Mladiegowitz und dem Freihof Paratschow untertänig. Besitzer waren die Grafen zu Windisch-Graetz.
Nach der Aufhebung der Patrimonialherrschaften bildete Paračov/Paratschow ab 1850 mit dem Ortsteil Třešovice eine Gemeinde in der Bezirkshauptmannschaft und dem Gerichtsbezirk Strakonice. 1880 löste sich Třešovice los und bildete eine eigene Gemeinde. Im Jahre 1900 wurde das neue Pfarrhaus errichtet.

## Kultur und Sehenswürdigkeiten
- Kirche St. Peter und Paul, errichtet 1832 anstelle eines älteren Vorgängerbaus
- Frühbarocke Friedhofskapelle aus dem Jahre 1685, hinter der Kirche
- Kreuz vor der Kirche
- Mehrere Nischenkapellen aus dem 19. Jahrhundert